# Erdbeben in der Yakutat Bay 1899
Die Erdbeben in der Yakutat Bay 1899 ereigneten sich zwischen dem 4. und 10. September in der Umgebung der Yakutat Bay im Südosten des US-Bundesstaats Alaska. Dem Hauptbeben am 10. September ging am gleichen Tag um 17:04 UTC ein Beben mit der Stärke 7,8 voran. Das Hauptbeben ereignete sich um 21:41 UTC mit einer Stärke von 8,2. Es wurde in einem Umkreis von 400 km gespürt und verursachte große Veränderungen der Erdoberfläche.

## Ablauf und Auswirkungen
Das Erdbeben am 10. September dauerte 90 Sekunden. Die vom Hauptbeben am 10. September betroffene Region war nahezu unbesiedelt, sodass nicht festgestellt werden konnte, wie weit das Beben gefühlt werden konnte. Goldsucher an der Disenchantment Bay verspürten am 10. September über 50 Stöße, von denen zwei sehr stark waren. Fünf Erdstöße wurden ungefähr 300 km nordöstlich am Yukon River registriert und mehrere Stöße wurden im Südosten bei Juneau und bei Skagway festgestellt. Noch monatelang traten starke Nachbeben auf.
Ein Tsunami von 10,6 m Höhe trat in der Yakutat Bay und den angrenzenden Orten entlang der Küste Alaskas auf.

## Topographische Auswirkungen
Amerikanische Geologen untersuchten die Gegend erst sechs Jahre nach dem Erdbeben, aber die topographischen Veränderungen waren offensichtlich. Eine maximale Hebung von 14,5 Metern trat an der Westküste der Disenchantment Bay auf, solche von fünf Metern und mehr fand man in einem großen Gebiet. Tote Seepocken und andere Meerestiere, die aus dem Wasser gehoben worden waren, zeugten noch lange nach dieser Zeit von den geologischen Veränderungen. Es wurden stellenweise Senkungen des Erdbodens um bis zu zwei Meter festgestellt.